# NGC 6795
NGC 6795 је тројна звезда у сазвежђу Орао која се налази на NGC листи објеката дубоког неба.
Деклинација објекта је + 3° 30' 46" а ректасцензија 19h 26m 19,2s. Привидна величина (магнитуда) објекта NGC 6795 износи 13,1.